# Шелта
Шелта, Shelta (экзоним), самоназвание Gammon, или the Cant, — язык этнической кочевнической группы, известной как ирландские путешественники.

## Название
Название «шелта» используется лингвистами, тогда как окружающие называют этот язык просто «жаргон» (the Cant). Используются и другие названия — «болотная латынь», «шелдру», «жаргон жестянщиков» (tinker’s cant) и др.

## Распространение
Распространён как в Ирландии, так и частично в Великобритании. Часто используется как тайный язык, чтобы скрыть смысл разговоров от посторонних, хотя «тайность» языка часто преувеличивается.
Точное количество говорящих с трудом поддаётся оценке из-за подвижности носителей; справочник Ethnologue оценивает численность говорящих в 6000 человек в Ирландии и в 86000 в целом по миру.

## Лингвистическая характеристика
По своему составу шелта — смешанный язык, основанный на синтаксисе и базовой лексике ирландского и шотландского гэльского языков, однако испытавший в дальнейшем значительное влияние ирландского диалекта английского языка, который постепенно стал вытеснять кельтские элементы. В современном языке сохранилось около 2000-3000 ирландских и шотландских слов.

### Лексика
Язык содержит множество слов, производных от ирландских. Многие слова языка шелта были образованы путём перестановки частей оригинальных слов (например, gop «поцелуй» от ирл. póg, lackeen «девочка» от ирл. cailín, rodas «дверь» от ирл. doras) или добавлением лишних звуков (gather «отец» от ирл. athair).
Относительно новый пласт лексики составляют заимствования из цыганского языка (носители шелта изначально были кельтами, и лишь позднее стали смешиваться с близкими по образу жизни цыганами): например, gadje «не-путешественник» или «kushti» «хороший». Тем не менее путешественники не являются подлинными цыганами по происхождению, и британские цыгане сами называют ирландских путешественников словом гаджо (нецыган).

### Грамматика
Морфология и синтаксис языка шелта в своей основе — английские, характерные для ирландского диалекта. Сравнение:
| Шелта                       | Английский                |
| --------------------------- | ------------------------- |
| the gawlya beeged the greid | the child stole the money |
| glingy                      | bra                       |

### Орфография
Язык бесписьменный, стандартное правописание отсутствует. Лингвисты используют как стандартную ирландскую, так и английскую орфографию. К примеру, слово, означающее «женатый/замужний», может записываться lósped или lohsped, слово «женщина» — byohr или beoir.

### Влияние на английский язык
Некоторые слова из шелта проникли в британский английский язык. В частности, это слово «bloke», обозначающее «человек» в разговорном языке с середины XIX века, произошедшее от изменённого ирл. buachaill, «мальчик».

## Тексты для сравнения

### Отче наш
Ниже представлена молитва Отче наш в записи на языке шелта XIX века и в современной версии, в сравнении с версиями на английском и ирландском языках. Версия XIX века содержит лексику высокого стиля, современная — сниженную; тем не менее Хэнкок, из работы которого взяты данные тексты, отмечает, что в обоих случаях речь идёт о лексике, нехарактерной для разговорных ситуаций.
| Шелта (старый)                           | Шелта (современный)                                                          | Английский                                           | Ирландский                                            |
| ---------------------------------------- | ---------------------------------------------------------------------------- | ---------------------------------------------------- | ----------------------------------------------------- |
| Mwilsha’s gater, swart a manyath,        | Our gathra, who cradgies in the manyak-norch,                                | Our Father, who is in heaven,                        | Ár n-Athair atá ar neamh,                             |
| Manyi graw a kradji dilsha’s manik.      | We turry kerrath about your moniker.                                         | Hallowed be your name.                               | Go naofar d’ainm,                                     |
| Graw bi greydid, sheydi laadu            | Let’s turry to the norch where your jeel cradgies,                           | Your kingdom come, your will be done,                | Go dtaga do ríocht, Go ndéantar do thoil              |
| Az aswart in manyath.                    | And let your jeel shans get greydied nosher same as it is where you cradgie. | On earth as it is in heaven.                         | ar an talamh, mar a dhéantar ar neamh.                |
| Bag mwilsha talosk minyart goshta dura.  | Bug us eynik to lush this thullis,                                           | Give us today our daily bread.                       | Ár n-arán laethúil tabhair dúinn inniu,               |
| Geychel aur shaaku areyk mwilsha         | And turri us you’re nijesh sharrig for the gammy eyniks we greydied          | And forgive us our sins,                             | Agus maith dúinn ár bhfiacha                          |
| Geychas needjas greydi gyamyath mwilsha. | Just like we ain’t sharrig at the gammi needies that greydi the same to us.  | As we forgive those who sin against us.              | Mar a mhaithimidne dár bhféichiúna féin               |
| Nijesh solk mwil start gyamyath,         | Nijesh let us soonie eyniks that’ll make us greydi gammy eyniks,             | Save us from the time of trial,                      | Ach ná lig sinn i gcathú                              |
| Bat bog mwilsha ahim gyamyath.           | But solk us away from the taddy.                                             | and deliver us from evil.                            | saor sinn ó olc.                                      |
| Diyil the sridag, taajirath an manyath   |                                                                              | For the kingdom, the power, and the glory are yours, | Mar is leatsa an ríocht, an chumhacht, agus an ghlóir |
| Gradum a gradum.                         | now and forever.                                                             | Trí shaol na saol.                                   |                                                       |
|                                          | Amen.                                                                        | Amen.                                                |                                                       |

### Примеры разговорных фраз
| Шелта                        | Английский                |
| ---------------------------- | ------------------------- |
| Grāltʹa                      | Hello                     |
| Slum hawrum                  | Good Morning              |
| Slum dorahōg                 | Good Evening              |
| Lʹesk mwīlša a hu?           | How are you?              |
| Mwī’lin topa, munʹia du hu   | I’m doing well, thank you |
| Yoordjeele’s soonee-in munya | It’s good to see you      |
| Muni kon                     | Good night                |
| Dhalyōn munʹia               | God Bless You             |
| Stafa tapa hu                | Long life to you!         |
| Bin lar’t ang lart           | Good Health               |